# Tommy Wiseau
Thomas Pierre Wiseau (* 3. října 1955 Poznaň) je americký herec a režisér polského původu. Jeho nejslavnějším dílem je film The Room z roku 2003, který napsal, režíroval, produkoval a ztvárnil v něm hlavní roli. The Room je mnoha kritiky označován jako jeden z nejhorších filmů všech dob, a od svého uvedení do kin získal kultovní status. Wiseau rovněž spolurežíroval dokumentární film Homeless in America z roku 2004, a je autorem komediálního seriálu The Neighbors z roku 2015.
Mnoho podrobností o Wiseauově osobním životě (včetně jeho věku, zdroje jeho bohatství a jeho původu) jsou dosud neznámé, a jako takové jsou předmětem intenzivních fanouškovských spekulací a různých protichůdných zpráv. Zákulisní pohled na Wiseaův život nabízí kniha Grega Sestera The Disaster Artist: My Life Inside The Room, the Greatest Bad Movie Ever Made z roku 2013, a její filmová adaptace The Disaster Artist z roku 2017.

## Mládí
Wiseau je velmi tajnůstkářský ohledně svého raného života. V různých rozhovorech tvrdil, že dříve žil ve Francii, a také tvrdil, že vyrostl v New Orleans v Louisianě. V rozhovoru pro časopis Crikey z roku 2010 Wiseau udal věk, který by naznačoval, že se narodil v roce 1968 nebo 1969, ale jeho přítel Greg Sestero ve své knize The Disaster Artist tvrdí, že přítelkyně jeho bratra získala od Wiseaua kopie jeho imigračních dokladů do USA a zjistila, že se Wiseau narodil dříve, než tvrdí, v zemi východního bloku v polovině až koncem padesátých let.
Rick Harper ve svém dokumentárním filmu z roku 2016 Room Full of Spoons prohlašuje, že prozkoumal Wiseaův původ a dospěl k závěru, že jeho skutečné jméno je Piotr Wieczorkiewicz, a je původem z polské Poznaně. Wiseau poprvé v listopadu 2017 veřejně potvrdil, že je původem z Evropy: „Abych to zkrátil, vyrostl jsem v Evropě kdysi dávno, ale jsem Američan a jsem na to velmi hrdý." 
V knize The Disaster Artist Sestero tvrdí, že mu Wiseau odhalil - prostřednictvím „fantastických, smutných, rozporuplných příběhů“ - že se jako mladík přestěhoval do Štrasburku, kde přijal jméno „Pierre“, a pracoval jako umývač nádobí v restauraci. Podle Sestera Wiseau popsal, že byl neoprávněně zatčen po drogovém zátahu v ubytovně, kde bydlel, a byl traumatizován špatným zacházením francouzské policie, což ho vedlo k emigraci do USA, aby údajně žil se svou tetou a strýcem v Chalmette. Tato tvrzení nebyla ověřena.
Sestero (jediný zdroj, kterému se s tím Wiseau údajně svěřil) tvrdí, že poté, co Wiseau nějakou dobu žil v Louisianě, se následně přestěhoval do San Francisca v Kalifornii, kde pracoval jako pouliční prodavač a prodával hračky turistům poblíž tamního přístavu. Wiseau údajně získal přezdívku „The Birdman“ pro své ptačí hračky, které byly v té době populární pouze v Evropě; toto jej údajně vedlo k tomu, aby si legálně změnil jeho jméno na Thomas Pierre Wiseau, když se stal občanem USA. Vzal francouzské slovo oiseau, což znamená "pták", a nahradil počáteční písmeno O písmenem W, iniciálou svého rodného jména. 
Podle Sestera pracoval Wiseau v San Franciscu na různých pozicích, včetně číšníka a nemocničního pracovníka, a poté založil firmu s názvem Street Fashions USA, která prodává džíny za zvýhodněné ceny. Po nějaké době Wiseau koupil velké obchodní prostory v okolí San Francisca a Los Angeles, čímž dle Sestera zbohatnul. Ve stejné knize však Sestero připouští, že myšlenka, že se Wiseau stal tak rychle bohatým díky své firmě je tak nepravděpodobná, že jí sám není schopný uvěřit. Sestero při několika příležitostech zmiňuje, že mnoho členů štábu bylo při natáčení filmu The Room přesvědčeno, že je film pouze zástěrkou pro praní špinavých peněz, a že je Wiseau zapletený v organizovaném zločinu. Sestero sám však považuje tuhle domněnku za nepravděpodobnou.
Wiseau prohlašuje, že přežil téměř fatální automobilovou havárii poté, co jiný řidič vjel do silnice na červenou a narazil do Wiseauova vozidla. V důsledku tohoto incidentu byl Wiseau hospitalizován několik týdnů. Sestero spekuluje, že tento incident byl zlomovým bodem ve Wiseauově životě, který jej vedl k naplnění jeho snů o tom, že se stane slavným hercem a režisérem, ambicemi, které dlouho zanedbával při honbě za finančním ziskem.

## Kariéra

### Film

#### Inspirace a začátky
Wiseau prohlašuje, že byl ve své tvorbě ovlivněn filmy Děla z Navarone a Občan Kane, a konkrétně herci Jamesem Deanem a Marlonem Brandem. Podle Sestera byla Wiseauova posedlost Jamesem Deanem tak intenzivní, že často navštěvoval restauraci v Los Angeles, kterou vlastnil starý známý Jamese Deana, a že několik částí dialogu ve filmu The Room (včetně nechvalně proslulého "You're tearing me apart, Lisa!“) byly založeny na dialozích z filmu Rebel bez příčiny. Wiseau také zmiňuje jako svoje inspirace Tennesseeho Williamse, Orsona Wellese, Elizabeth Taylor, nebo Alfreda Hitchcocka.

#### The Room
Wiseauův film The Room měl premiéru v roce 2003. Jeho rozpočet čítal 6 milionů dolarů, jejichž financování a původ zůstává zdrojem spekulací. Film je založený na nepublikovaném 540-stránkovém románu napsaném samotným Wiseauem. Film byl okamžitě sepsut kritiky, ale nakonec se stal „kultovním“, a dodnes se pořádají jeho půlnoční projekce po celém světě.
Členové publika na tyto projekce obvykle přicházejí oblečeni jako jejich oblíbené postavy, interagují s dialogem na obrazovce a házejí na plátno plastové příbory, či fotbalové míče, s odkazem na události na obrazovce. Tato fascinace filmem přerostla v roce 2011 v akci, která byla nazvána "Love is Blind" International Tour, při které byl film promítán ve Velké Británii, Německu, Dánsku, Austrálii a Indii. Wiseau sám se objevil na mnoha z těchto promítání, pózoval na fotografiích s fanoušky a často oslovoval publikum před projekcemi.
Ve filmové adaptaci knihy The Disaster Artist z roku 2017 ztvárnil Wiseaua americký herec James Franco. Za svůj výkon získal ocenění Zlatý Glóbus za nejlepšího herce v hlavní roli. Wiseau schválil jeho výběr do hlavní role, stejně jako výběr Davea Franca do role Grega Sestera. Tommy Wiseau sám se ve filmu objevil v potitulkové scéně jako Henry.

#### Pozdější projekty (2004–současnost)
V roce 2004 Wiseau produkoval a objevil se v krátkém dokumentu, Homeless in America. V roce 2010 si zahrál v patnáctiminutovém parodickém hororu The House That Drips Blood On Alex.
V říjnu 2016 bylo oznámeno, že Wiseau a Sestero budou hrát v novém filmu s názvem Best F(r)iends. Film byl napsán Sesterem a byl natočen v tajnosti v Los Angeles. Film měl premiéru 4. září 2017 v kině Prince Charles. První část filmu byla vydána 30. března 2017 a druhá část byla vydána 1. června téhož roku.
Na začátku února 2019, před promítáním filmu The Room v kině Prince Charles, Wiseau odhalil upoutávku na svůj druhý režijní počin, Big Shark. V traileru se objevili Wiseau, Sestero a Isaiah LaBorde. Na diskuzi, která proběhla po projekci Sestero uvedl, že film by měl mít premiéru v září 2019, ale není možné ho dokončit včas.

#### Televize
V roce 2008 Wiseau produkoval a zahrál si v pilotní epizodě televizního seriálu The Neighbors. Upoutávka na The Neighbors byla složena z řady klipů zasazených do prostředí kanceláře.
První čtyři epizody byly vydány na streamovací službě Hulu 14. března 2015. Dvě další epizody byly vydány o dva měsíce později, 26. května 2015.

## Osobní život
Wiseau zůstává velmi tajemným ohledně detailů svého osobního a rodinného života. V roce 2017 řekl týdeníku Entertainment Weekly: „Myslím, že soukromý život by měl být soukromým životem a profesní život by měl být profesním životem, to je můj názor, a mám na něj právo.“ Během rozhovoru s Jamesem Francem z roku 2016 Wiseau označil Grega Sestera za svého „nejlepšího přítele“. V prosinci 2017 v rozhovoru s Howardem Sternem tvrdil, že mluví plynně francouzsky a prohlásil o sobě, že je katolík.
Začátkem roku 2020 bylo Wiseauovi nařízeno soudcem kanadského soudu aby zaplatil 550 000 dolarů za ušlý zisk, a také 200 000 dolarů jako náhradu škody tvůrcům dokumentárního filmu Room Full of Spoons, a to kvůli skutečnosti, že se pokusil zablokovat vydání filmu, protože se obával, že ho zobrazuje v negativním světle.
Wiseau žije v Los Angeles.